# August Ferdinand Möbius

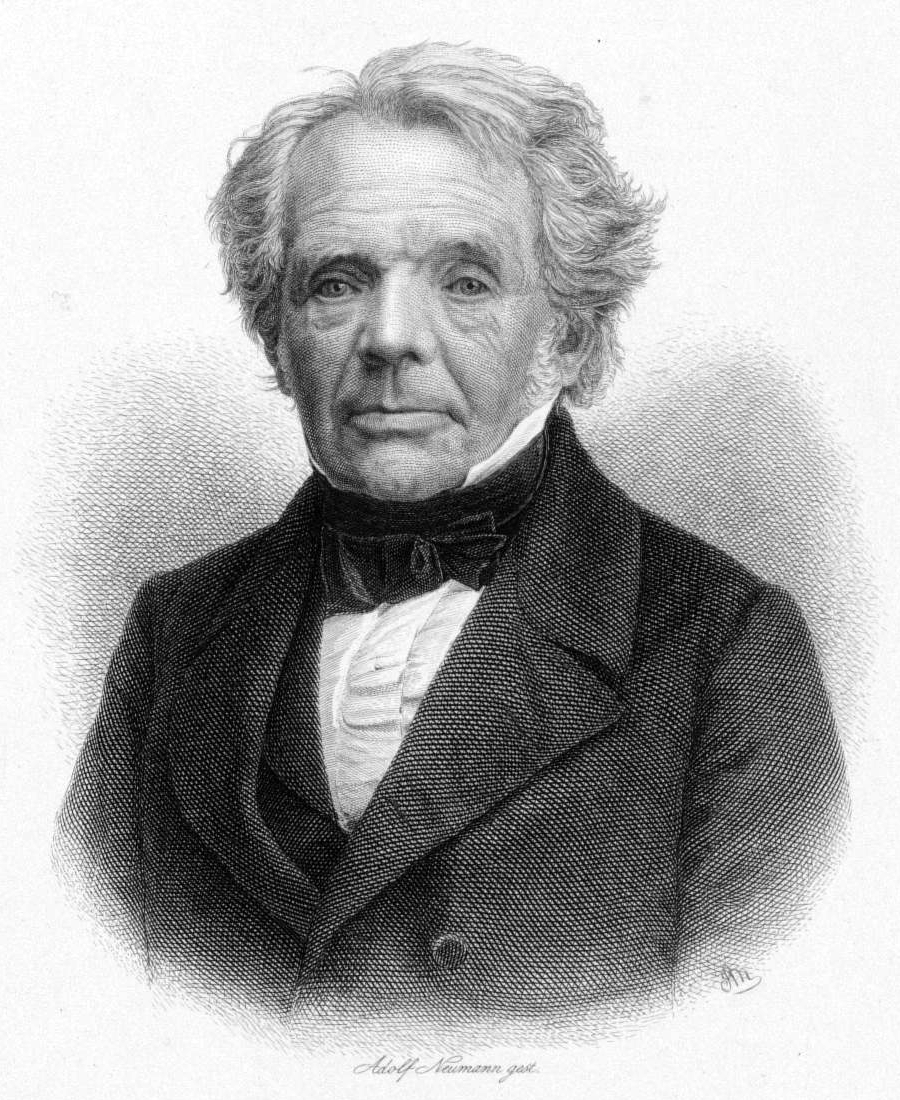
August Ferdinand Möbius

August Ferdinand Möbius (* 17. November 1790 in Pforta; † 26. September 1868 in Leipzig) war ein deutscher Mathematiker und Astronom an der Universität Leipzig.

## Familie
Sein Vater Johann Heinrich Möbius war Tanzlehrer in Schulpforte (früher Schulpforta). Er starb bereits drei Jahre nach der Geburt von August Ferdinand. Die Mutter Johanne Katharine Christiane Keil (1756–1820) war eine Nachfahrin von Martin Luther.
1820 heiratete Möbius Dorothea Christiane Juliane Rothe (* 26. April 1790 in Gera; † 9. September 1859 in Leipzig). Die beiden hatten eine Tochter, Emilie Auguste (1822–1897) sowie zwei Söhne: August Theodor (1821–1890) und Paul Heinrich August (1825–1889). Die Tochter heiratete 1851 den Astronomen Heinrich Louis d’Arrest. Zu seinen Enkeln gehören der Psychiater Paul Julius Möbius und der Botaniker Martin Möbius.

## Leben
August Ferdinand Möbius besuchte die in seinem Geburtsort ansässige traditionsreiche Landesschule Pforta und legte dort das Abitur ab. Er studierte zunächst Rechtswissenschaften, bevor er sich im zweiten Semester 1809 bis 1814 dem Studium der Mathematik an der Universität Leipzig zuwandte. Er promovierte bei Johann Friedrich Pfaff mit dem Thema De computandis occultationibus fixarum per planetas, also über Berechnungsmethoden für Bedeckungen von Fixsternen durch Planeten. Im Jahr 1815 habilitierte er sich mit astronomischen Arbeiten. Ein Jahr später wurde er auf Empfehlung von Carl Friedrich Gauß zum außerordentlichen Professor und Observator der Leipziger Sternwarte berufen; zu deren Direktor wurde er 1848 ernannt. Ab 1846 war er Mitglied der Göttinger Akademie der Wissenschaften.

## Leistungen
Möbius verfasste zahlreiche umfangreiche Abhandlungen und Schriften zur Astronomie, Geometrie und Statik. Er leistete wertvolle Beiträge zur analytischen Geometrie, u. a. mit der Einführung der homogenen Koordinaten und des Dualitätsprinzips. Er gilt als Pionier der Topologie.
Im Jahre 1846 gehörte er zu den Mitbegründern der Königlich Sächsischen Gesellschaft der Wissenschaften.

## Schriften
Seine wichtigsten Werke beschäftigen sich mit der Untersuchung der Wechselwirkungen zwischen der Geometrie und Mechanik:
- Der barycentrische Calcül: ein neues Hilfsmittel zur analytischen Behandlung der Geometrie. Leipzig (1827)
- Lehrbuch der Statik. 2 Bde. Leipzig (1837)
- Die Elemente der Mechanik des Himmels. Leipzig (1843) Digitalisat

Darüber hinaus trug er in zahlreichen kleineren Artikeln zur Entwicklung verschiedener Bereiche der Mathematik bei.

## Namensgebung

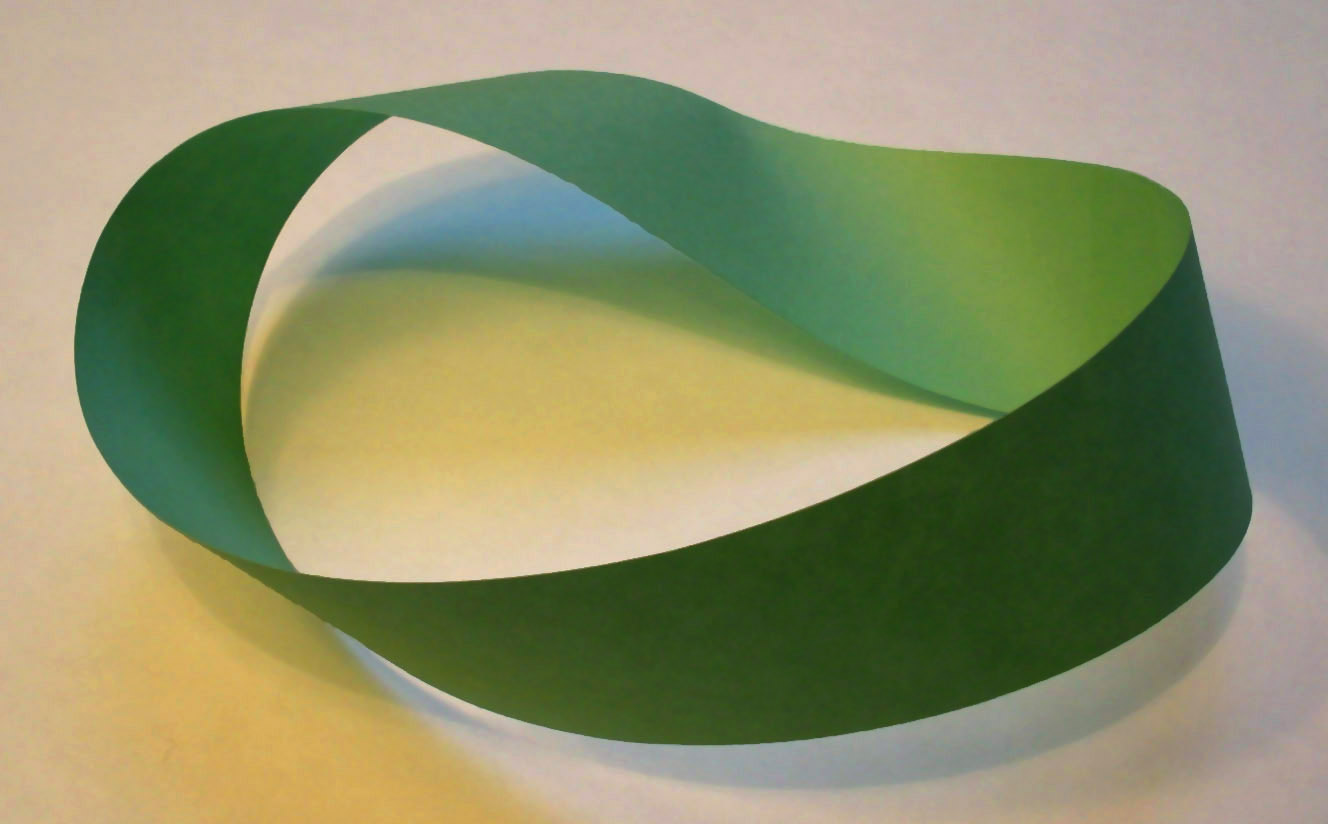
Möbiusband

Von August Ferdinand Möbius entwickelte Methoden oder Ideen, die seinen Namen tragen, sind:
- die Möbiusgeometrie,
- die Möbiusfunktion µ(n),
- die Möbiustransformation,
- das Möbiusband und
- die Möbius-Inversion oder Möbius-Umkehrfunktion.

Auch ein Mondkrater und der Asteroid (28516) Möbius sind nach ihm benannt.

## Werke
- Beobachtungen auf der Königlichen Universitäts-Sternwarte zu Leipzig: mit vorausgeschickter Beschreibung der jetzigen Einrichtung dieser Sternwarte, und einem Anhange geometrischen Inhalts. Cnobloch, Leipzig 1823 Digitalisat
- Die wahre und die scheinbare Bahn des Halley’schen Kometen bei seiner Wiederkunft im Jahre 1834 anschaulich dargestellt und allgemein faßlich erklärt. Göschen, Leipzig 1834 Digitalisat
- Die Hauptsätze der Astronomie zum Gebrauche bei seinen Vorlesungen für Gebildete. Göschen, Leipzig 1844 Digitalisat